# Minuteman
För andra betydelser, se Minuteman (olika betydelser).

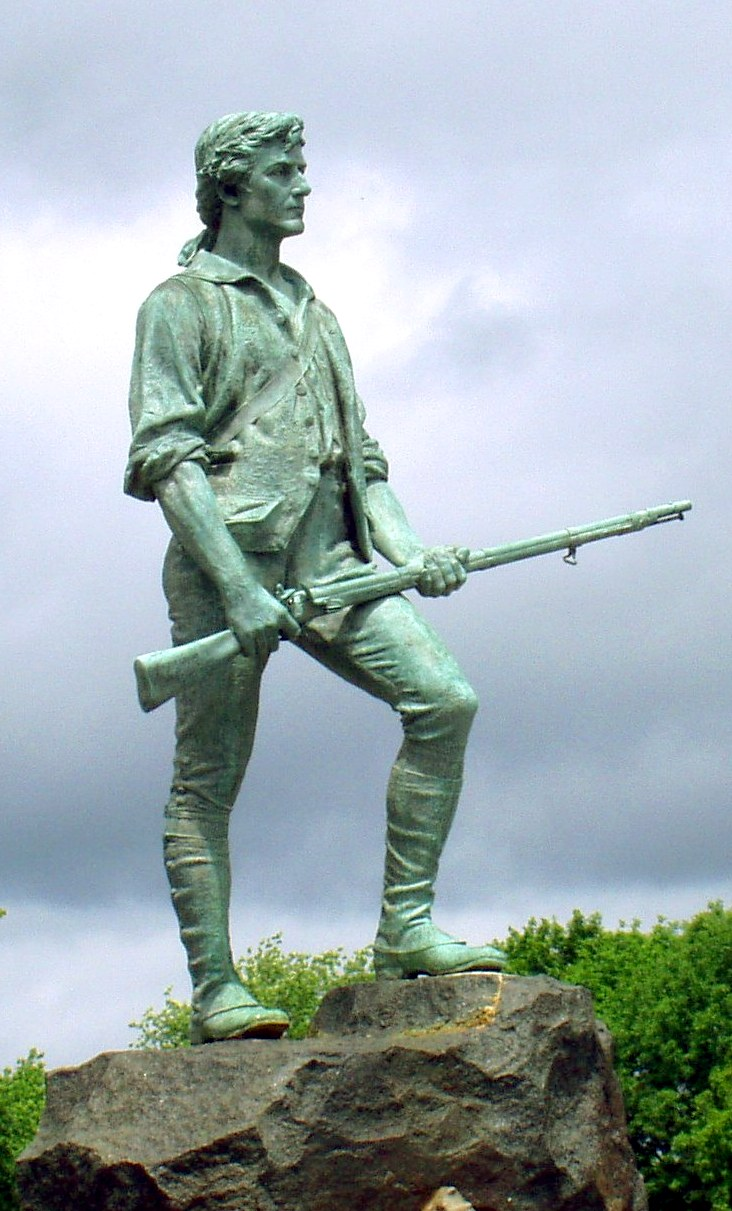
Staty föreställande minutemannen John Parker

En minuteman var en medlem i en paramilitär försvarsorganisation som ansvarade för de tretton brittiska nordamerikanska koloniernas första försvar vid ett överraskningsanfall. Namnet kommer av att man förutsatte en beredskap och utrustning som gjorde att en "minuteman" omedelbart ("on this very minute") skulle vara redo att följa med till uppsamlingsplats när man knackade på hans dörr. Organisationen kan tidigast beläggas vid 1600-talets slut i Massachusetts. Senare har begreppet ofta oegentligt använts för irreguljära truppstyrkor i allmänhet.